# Бобруйский комбинат строительных материалов
Бобруйский комбинат строительных материалов (в 1994—2006 годах — ОАО «Силикат»; бел. Бабруйскі камбінат будаўнічых матэрыялаў) — белорусское предприятие по производству стройматериалов, располагавшееся в Бобруйске (Могилёвская область). В 2006 году признано банкротом и ликвидировано.

## История
- Комбинат был создан в 1978 году на базе кирпичного завода № 9, основанного в 1873 году и до 1941 года называвшегося «Бобруйский кирпичный завод № 1-2», а также цеха дренажных труб (построен в 1930 году) и цеха силикатного кирпича (введён в эксплуатацию в 1977 году)[1][2].
- В годы Великой Отечественной войны кирпичный завод № 1-2 был разрушен и восстановлен к 1949 году[1].
- С 1946 года — кирпичный завод № 9. Подчинялся Министерству промышленности строительных материалов Белорусской ССР, за исключением 1957—1965 годов, когда завод подчинялся Совету народного хозяйства БССР.
- С 1971 года номер завода был убран из названия.
- 8 февраля 1978 года был создан Бобруйский комбинат строительных материалов[1][2].
- В 1990 году был введён в эксплуатацию цех по производству мелких блоков из ячеистого бетона[1].
- 31 декабря 1993 года комбинат преобразован в открытое акционерное общество «Силикат».
- в 1994 году в связи с упразднением Министерства промышленности стройматериалов вышестоящей организацией стало Министерство архитектуры и строительства Республики Беларусь[2].
- В 1990-е годы комбинат оказался в сложном финансовом положении, к 2001 году прошёл через санацию[3].
- 22 февраля 2006 года ОАО «Силикат» признано банкротом и упразднено[4].